# In Search of Truth
In Search of Truth is het derde album van de Zweedse metalband Evergrey, uitgebracht in 2001 door InsideOut Records. Het is een conceptalbum over ontvoeringen door buitenaardse wezens.

## Track listing
1. The Masterplan – 4:46
2. Rulers of the Mind – 5:57
3. Watching the Skies – 6:16
4. State of Paralysis – 2:13
5. The Encounter – 4:38
6. Mark of the Triangle – 6:22
7. Dark Waters – 6:02
8. Different Worlds – 5:29
9. Misled – 5:59

## Band
- Tom S. Englund - zanger, gitarist
- Henrik Danhage - gitarist
- Michael Håkansson - bassist
- Patrick Carlsson - drummer
- Sven Karlsson - toetsenist